# Layered Service Provider
LSP (англ. layered service provider — многоуровневый поставщик услуг) — технология Windows Sockets версии 2.0, позволяющая пользователю подключать собственные DLL-библиотеки для обработки вызовов Winsock API.
Суть технологии состоит в том, что любое обращение к Winsock API будет передано по цепочке всем зарегистрированным модулям LSP. Каждый из этих модулей может модифицировать принимаемые/передаваемые данные и/или адреса, либо вообще сбросить («drop») выполнение запроса.
Технология LSP используется для подсчёта и ограничения трафика, антивирусной защиты, регулирования скорости закачки и приоритетов, а также для организации фильтрации контента.
Примеры программ, использующих LSP:
- тунеллер ProxyCap;
- антивирус NOD32.

## Уязвимости
Авторы вирусов и Adware не обошли стороной возможности LSP. Существует множество вредоносных программ, использующих эту технологию в шпионских и рекламных целях, а также в целях обмана межсетевых экранов.
Кроме этого, некорректное удаление программ, использующих LSP или «лечение» вирусов может привести к неработоспособности всей системы Windows Sockets (неработоспособности Интернета или отдельных сайтов). Диагностировать эту неполадку можно по трём символам в квадратных скобках, следующим за именем сайта, вместо IP-адреса (см. рисунок).
Для исправления таких ситуаций существует ряд утилит, наиболее известные из которых — LSPFix и AVZ.
Стоит иметь в виду, что с помощью AVZ можно и испортить настройки LSP, если запустить программу в режиме терминальной сессии. Ввиду этого предпочтительнее использовать стандартные средства для сброса настроек WinSock — утилиту netsh:
```
netsh winsock reset

```

 после чего, в некоторых случаях, может понадобиться выполнение следующей команды: 
```
netsh int ip reset resetlog.txt

```